# (36986) 2000 SP351
2000 SP351 (asteroide 36986) é um asteroide da cintura principal. Possui uma excentricidade de 0.15303900 e uma inclinação de 14.80206º.
Este asteroide foi descoberto no dia 29 de setembro de 2000 por LONEOS em Anderson Mesa.